# Neiße-Malxetal
Neiße-Malxetal (dolnołuż. Dolina Nysa-Małksa) – gmina w Niemczech, w kraju związkowym Brandenburgia, w powiecie Spree-Neiße, wchodzi w skład urzędu Döbern-Land.. Najbardziej na wschód położona gmina kraju związkowego.